# Kaihlasaari (ö i Norra Österbotten)
Kaihlasaari är en ö i Finland. Den ligger i sjön Irnijärvi och Ala-Irni och i kommunen Taivalkoski i den ekonomiska regionen  Koillismaa ekonomiska region  och landskapet Norra Österbotten, i den nordöstra delen av landet, 600 km norr om huvudstaden Helsingfors. Öns area är 24,9 hektar och dess största längd är 0,8 kilometer i sydväst-nordöstlig riktning.